# Ferdinand Van Nieuwenhove
Ferdinand Charles Ghislenus Van Nieuwenhove (Geraardsbergen, 29 oktober 1871 – 12 juni 1929) was een Belgisch volksvertegenwoordiger.

## Levensloop
Van Nieuwenhove was ontvanger van het Bureau van Weldadigheid van Geraardsbergen.
In 1922 werd hij katholiek volksvertegenwoordiger voor het arrondissement Aalst, in opvolging van Charles Woeste. Hij vervulde dit mandaat tot in 1925.